# Microcebus gerpi
Il microcebo del GERP (Microcebus gerpi Radespiel et al., 2012) è un lemure della famiglia Cheirogaleidae, endemico del Madagascar.
L'epiteto specifico fa riferimento al GERP (Groupe d'Étude et de Recherche sur les Primates de Madagascar), l'organizzazione naturalistica a cui si deve la recente scoperta della specie.

## Descrizione

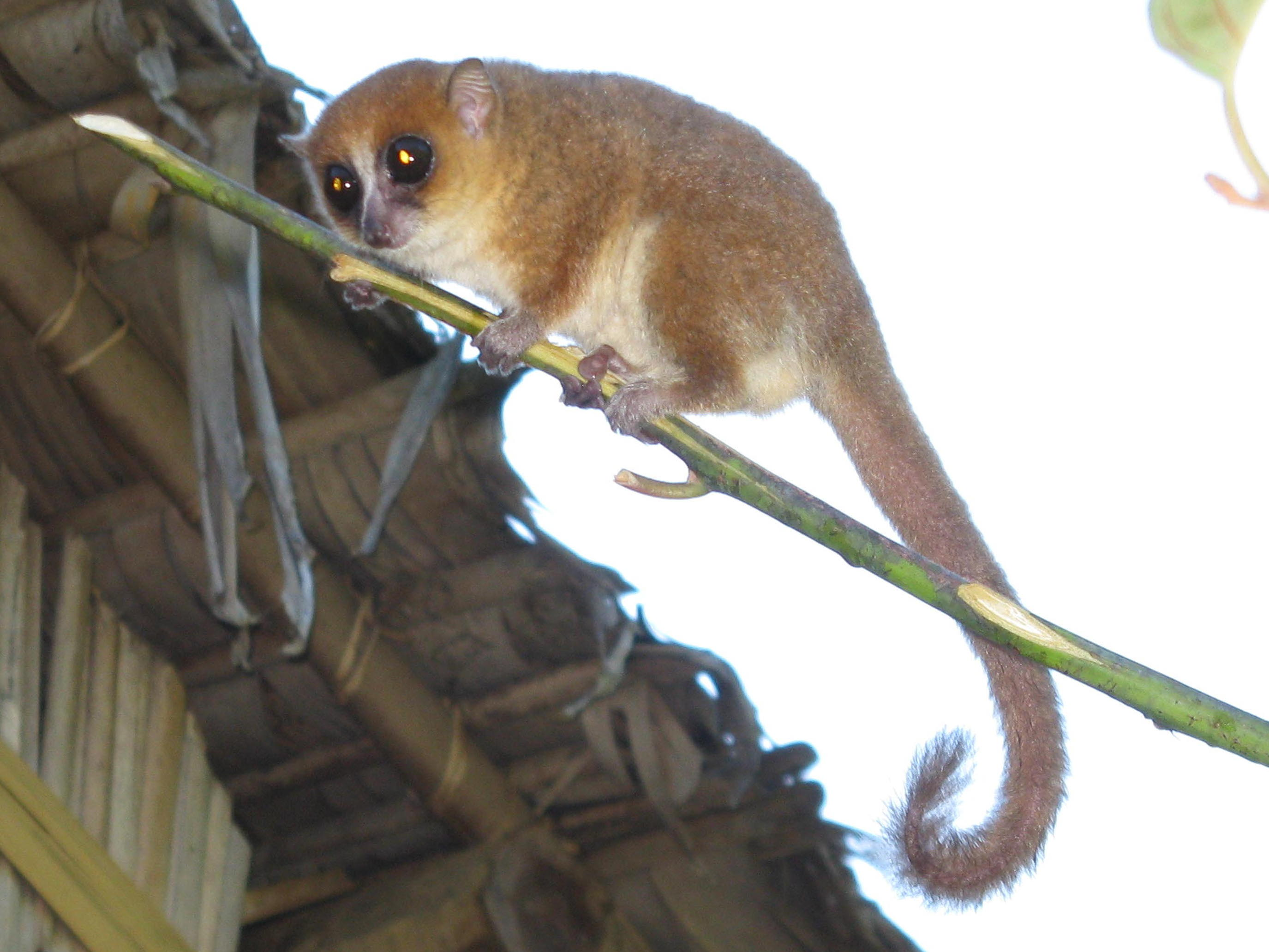

È un lemure topo di taglia medio-grande, con un peso di circa 68 g.
La pelliccia dorsale è di colore grigio-bruno con una stria mediana rossastra, mentre il ventre va dal grigio chiaro al bianco crema. Gli arti hanno una colorazione più scura del resto del corpo, mentre la testa è di colore rossastro, con cerchi scuri attorno agli occhi prominenti ed una caratteristica striscia bianca sul naso. Le orecchie, prominenti anche se piccole, hanno un bordo grigio scuro. La coda, lunga circa 14,5 cm, è coperta da un pelo fitto di colore grigio-bruno. Le palme delle mani e dei piedi, glabre, sono di colore rosa.

## Distribuzione e habitat
L'areale di questa specie è ristretto alla foresta di Sahafina nel Madagascar orientale, nelle vicinanze del Parco nazionale di Andasibe-Mantadia.

Il suo habitat è un lembo di foresta primaria di circa 15.6 km2, circondato da foresta secondaria cresciuta in aree in precedenza occupate da risaie, che si estende da 30 a 230 m di altitudine.

## Conservazione
La specie, descritta nel gennaio 2012, è stata dichiarata dall'IUCN come una specie in pericolo critico di estinzione .
La ristrettezza del suo areale, sottoposto ad una rilevante pressione antropica e non soggetto ad alcun vincolo di tutela, indurrebbe a considerarla una specie a rischio di estinzione.